# Peinture dans l'Égypte antique

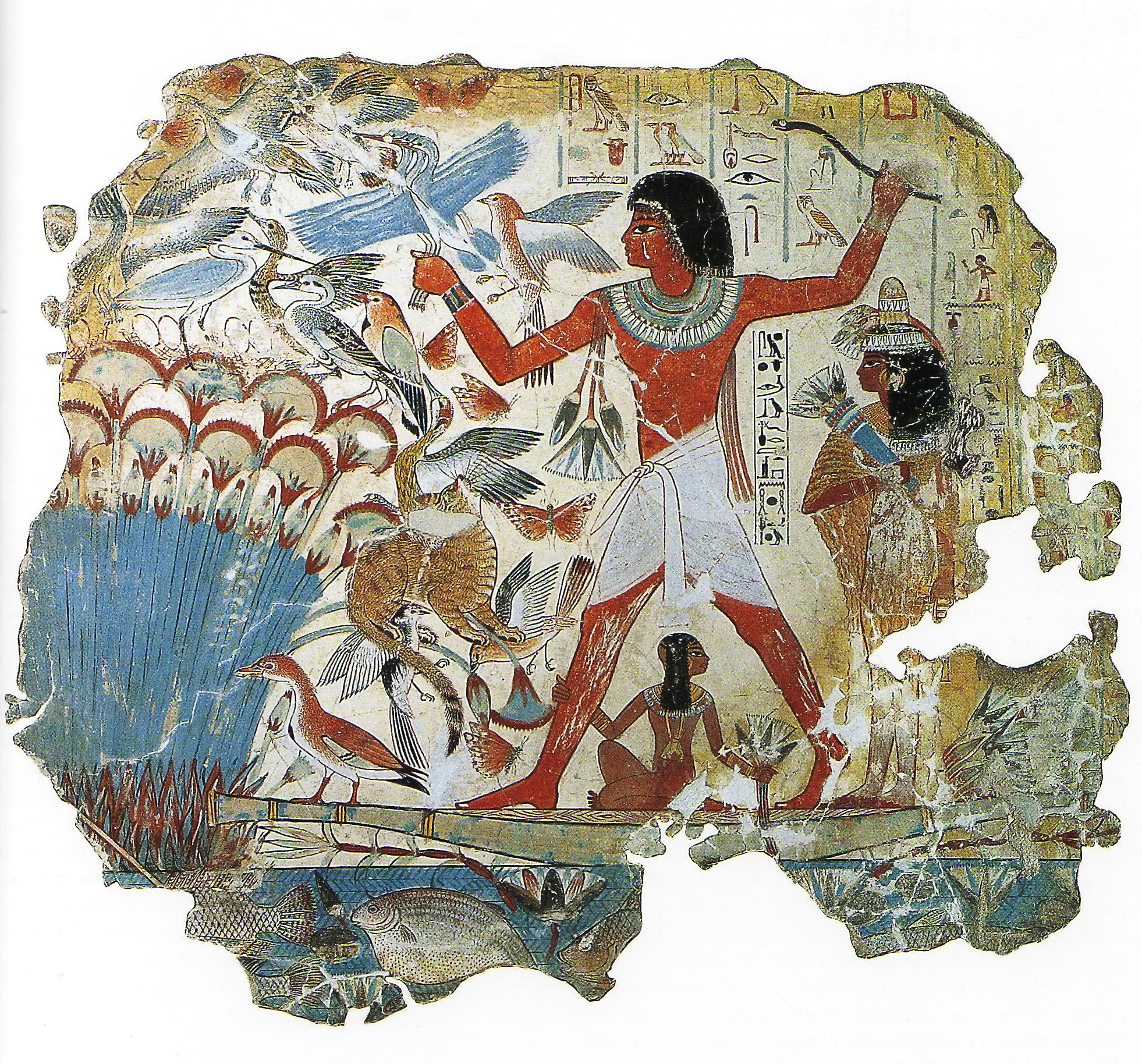
Tombe de Nebamon, à Thèbes

La peinture dans l'Égypte antique est un domaine important de l'art égyptien qui va de la période prédynastique égyptienne à la prohibition par la Chrétienté de la religion polythéiste de l'Égypte ancienne (période romaine de l'Égypte) qui a profondément influencé l'art de cette époque. Tout au long de l'histoire de l'Égypte antique, la peinture est demeurée, pour des raisons esthétiques et religieuses, fortement liée à la sculpture : les bas-reliefs sont généralement peints, de même que les statues. Toutefois, il existe maints spécimens de peintures murales dépourvus de relief, que ce soit de l'Ancien (les Oies de Meïdoum par exemple) ou du Nouvel Empire (les tombeaux de la nécropole thébaine notamment).

## Histoire

### Ancien Empire

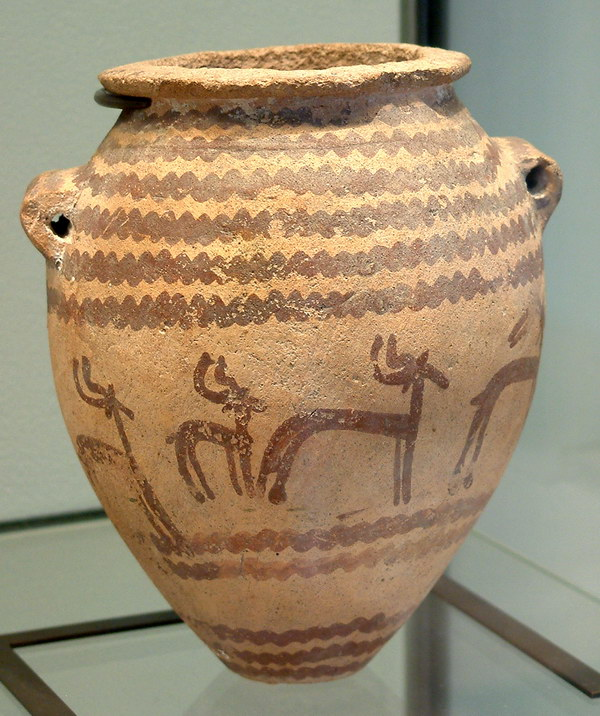
Vase nagadien décoré de gazelles et exposé au Louvre.

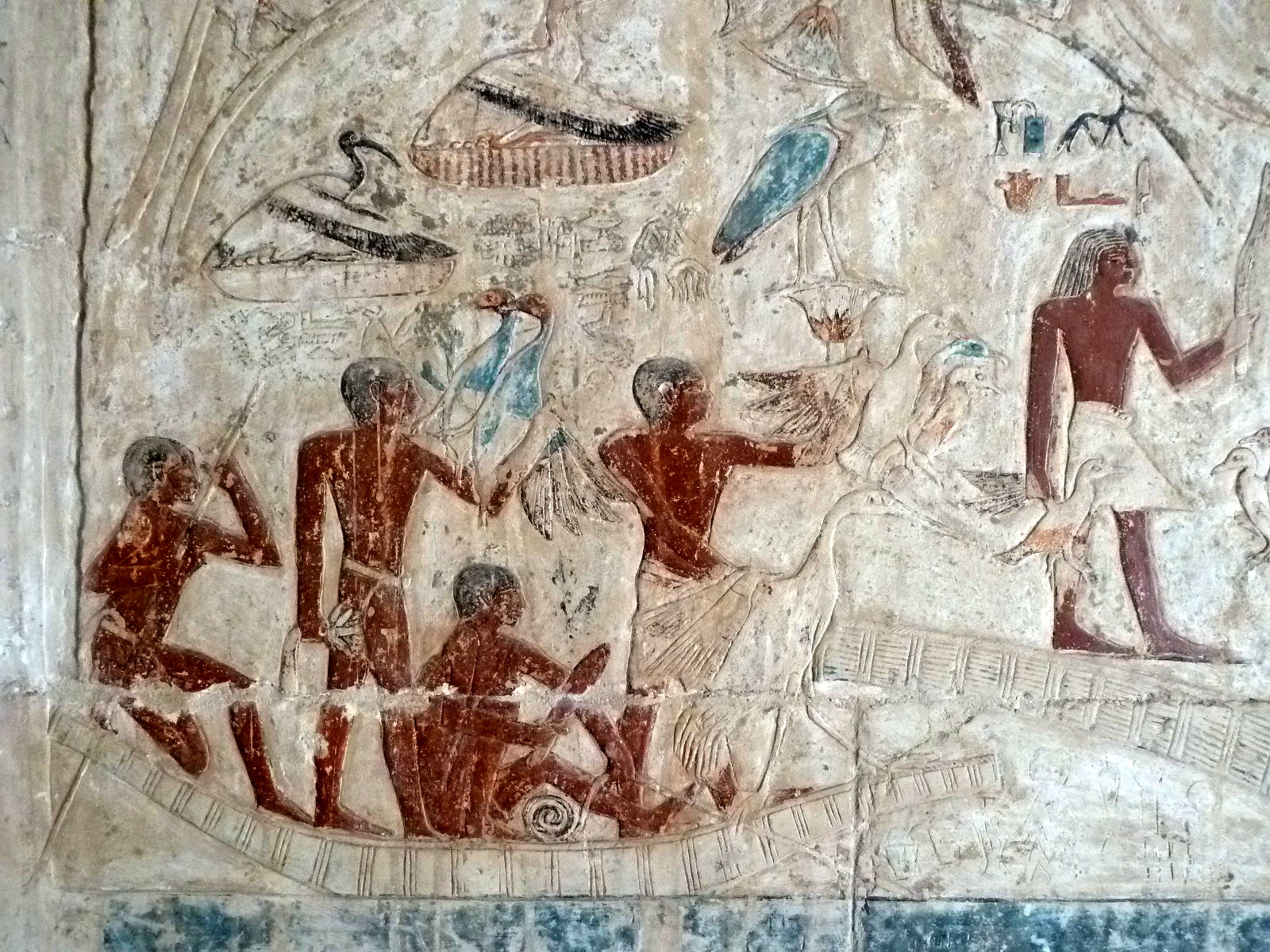
Pêcheurs sur une petite barque - mastaba de Nikauisesi, à Saqqarah

Durant la période prédynastique, le relief et la peinture sont inséparables ; dans la plupart des cas, l'artiste utilise aussi bien le pinceau que le ciseau pour élaborer une œuvre, quoique la peinture ait surtout pour objectif de rehausser la sculpture de couleurs. Si les figurines féminines sont parfois agrémentées de dessins, les plus remarquables vestiges peints sont les céramiques. La culture de Nagada réalise d'abord des motifs peints en blanc ou en ocre à caractère animal, floral ou géométrique, typiques des périodes préhistoriques, avant de s'enrichir des thèmes plus humains de la navigation, de la guerre et de la religion (Nagada II et III, qui voient aussi la complexification de la structure figurative). Par la suite, pendant la période thinite, la réforme idéologique et politique s'accompagne d'un renouveau dans l'art égyptien, en particulier une conception de conventions artistiques.
Néanmoins, il convient de dire que la peinture de l'Ancien Empire est peu connue, bien que les quelques témoignages qui nous soient parvenus indiquent que cette période a longuement amélioré les techniques antérieures jusqu'à atteindre un haut niveau de perfection et de réalisme, peut-être jamais retrouvé dans l'histoire égyptienne. La frise susmentionnée, découverte dans la tombe d'Atet, à Meïdoum, en est l'un des plus beaux exemples, avec les décorations du mastaba de Kaemankh, à Gizeh. 

### Moyen Empire

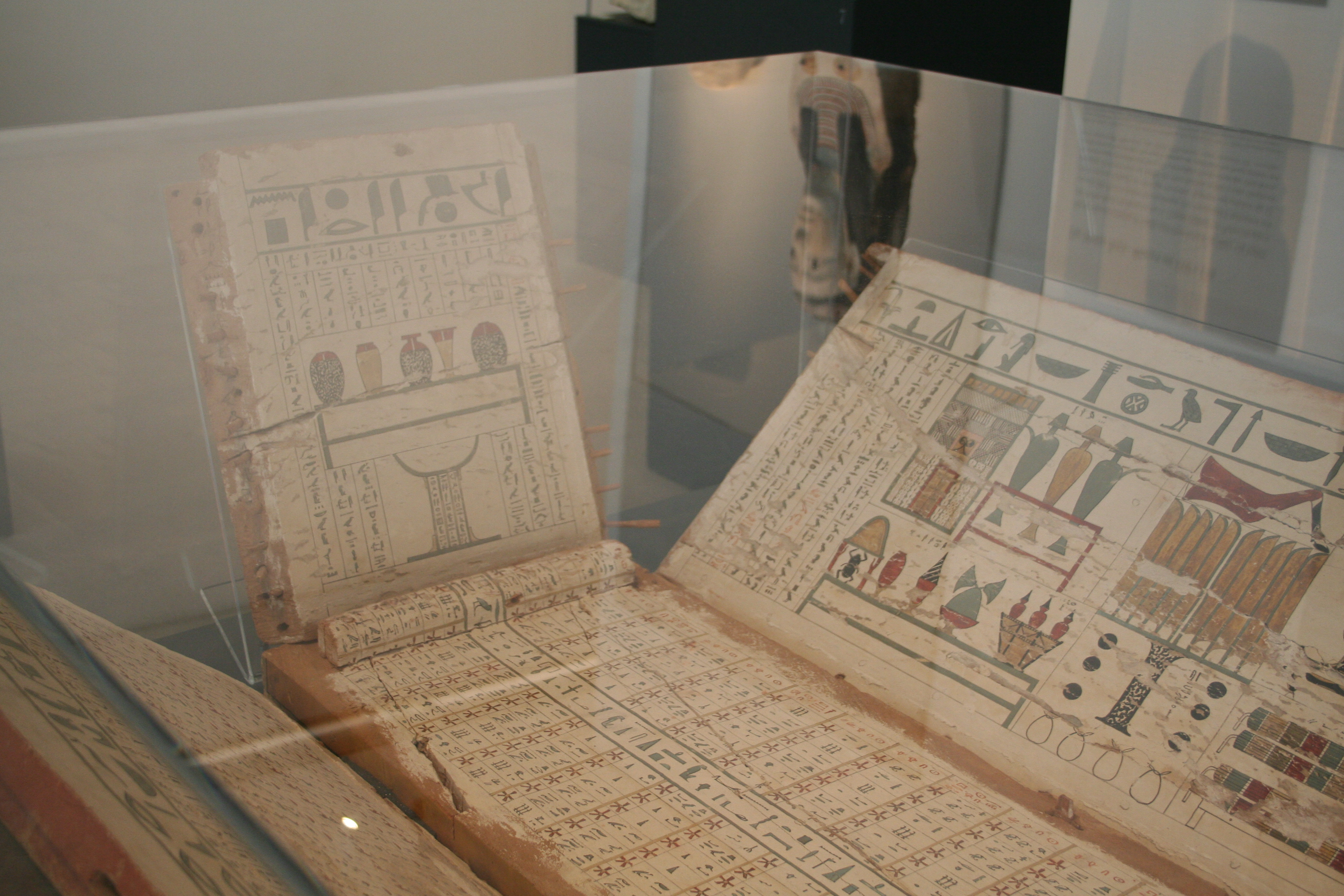
Sarcophage de la nuit

La Première Période intermédiaire marque le déclin de l'art égyptien, qui ne semble renaître que pendant la XIe dynastie, à la fin du deuxième millénaire, lors de la réunification politique du pays par les Antef et les Montouhotep. Cependant, la peinture ne retrouvera pas sa splendeur d'antan.
Elle fut utilisée, comme par le passé, à la décoration des hypogées, soit comme technique exclusive soit pour colorer les gravures. Ce qui diffère, ce sont les thèmes représentés, qui évoluent vers davantage de liberté figurative, les formes, qui gagnent en souplesse et en élégance, les attitudes des personnages, qui deviennent plus dynamiques, les scènes, qui acquièrent raffinement et subtilité, outre l'apparition de la symétrie et autres procédés géométriques. Les tombes de Beni Hassan et de Gebelein démontrent les progrès dans cet art, surtout pour ce qui est des animaux, auxquels les Égyptiens de l'époque semblent accorder beaucoup d'importance, ainsi que les reliefs peints de grande qualité d'exécution de la tombe de Djéhoutyhotep, à Deir el-Bersha. À cette époque se développe également un autre support de la peinture : les sarcophages, qui comportent sur leurs faces internes et externes les fameux textes funéraires égyptiens.

### Nouvel Empire

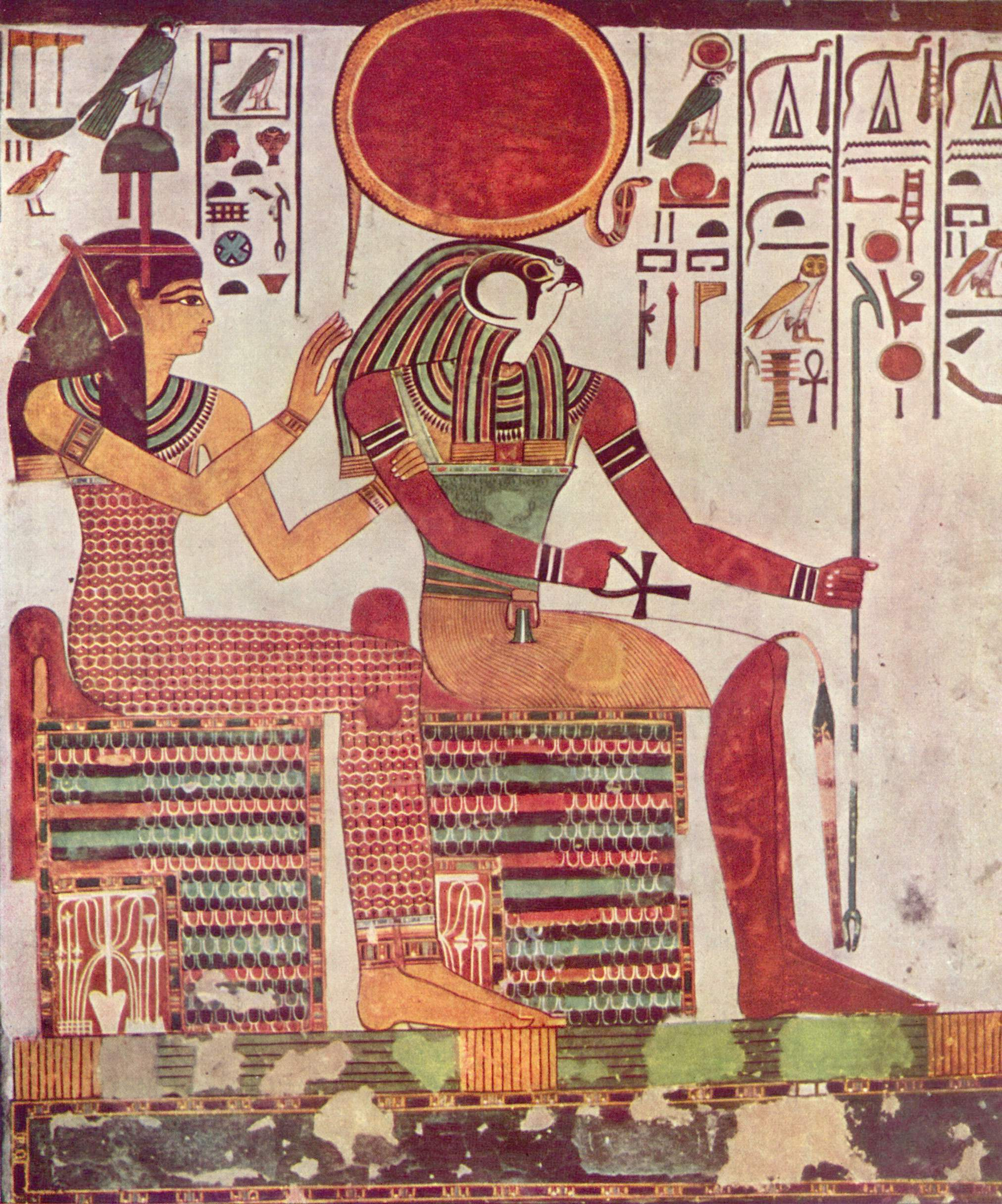
Rê et la déesse de l'Occident - tombe de Néfertari

Comme dans les autres domaines artistiques, le Nouvel Empire connaît un renouvellement inégalé pour ce qui est de la peinture, après la baisse de niveau de la Deuxième Période intermédiaire. Avec la révolution amarnienne, apparaît dans l'iconographie, qui connaît déjà une recrudescence de thèmes guerriers et de représentations théologiques, l'intimisme, l'attrait de la nature et du corps féminin, oublié depuis la période prédynastique. Aux scènes de la vie quotidienne, aux effigies royales du Moyen Empire, peu variées, viennent s'ajouter une multitude de représentations diverses qui mêlent des tableaux de bataille aux paysages de symboles religieux en passant par des images érotiques (cf. le papyrus de Turin). Les illustrations s'ornent de plantes, de mobiliers et de bâtiments, les personnages se multiplient et les couleurs, strictement contrôlées par les prêtres, se diversifient ; sur certaines fresques, une horreur du vide se fait presque sentir. 
Les archéologues s'accordent pour dire que le Nouvel Empire commence par le règne de la reine-pharaon Hatchepsout. Les décorations de la chapelle de la barque à Karnak, dans le sanctuaire d'Amon, et celle de son Temple des Millions d'années à Deir el-Bahari, parmi lesquelles les scènes de l'expédition vers le merveilleux et mystérieux Pays de Pount permirent aux ateliers royaux d'exercer leurs talents, et d'atteindre une richesse pictographique qui n'existait pas jusqu'alors. Ces reliefs, peints à l'origine, reçurent ensuite en finition un vernis qui conférait aux coloris une grande luminosité et une transparence chatoyante, caractéristique de la peinture de la XVIIIe dynastie, que l'on retrouve également dans la céramique. Par la suite, l'ornementation de la vallée des Rois et de la vallée des Reines donnera à la peinture sa pleine mesure.

### Basse Époque, Époque grecque, Époque romaine

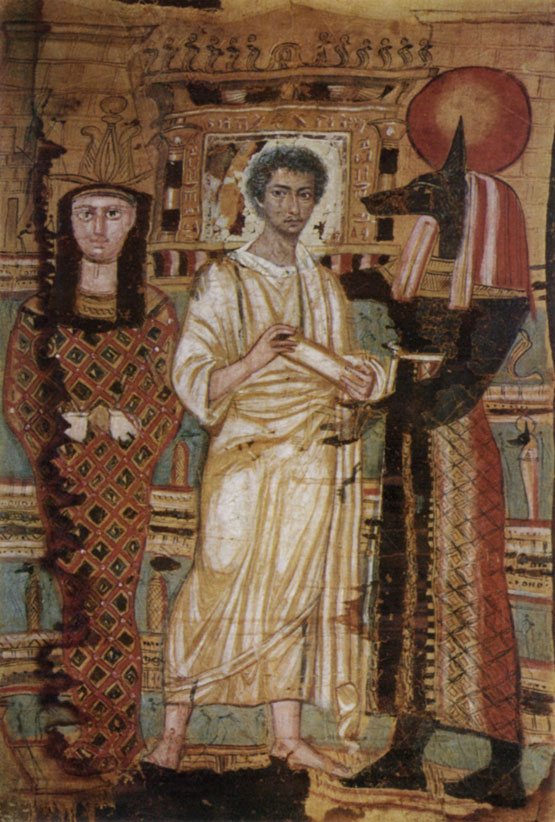
Linceul daté du IIe siècle de notre ère portant l'image du mort, encadré par Osiris et Anubis - Musée des Beaux-Arts de Moscou

La tradition des grands ateliers thébains du Nouvel Empire, où est rigoureusement enseignée la peinture, se poursuit encore pendant une bonne partie de la Troisième Période intermédiaire et de la Basse époque, avant d'être progressivement supplantée par ceux du Nord, mais il ne s'agit plus de grands centres de rayonnement. À Tounah el-Gebel, au sud d'Hermopolis, on constate la pénétration discrète des influences du monde grec (l'époque hellénistique est caractérisée par cet amalgame de plusieurs cultures différentes), ainsi que le prouvent les reliefs de la tombe de Pétosiris ; à Alexandrie et en d'autres lieux très précis, tel que le Fayoum, on retrouve ces mêmes influences, mais sinon, l'art égyptien n'en a pas souffert en général ; au contraire, tant dans le domaine de l'icône que des formes et des concepts, il va contribuer à enrichir l'art primitif chrétien.

## Technique
La peinture, dans le cas de la représentation murale, est un long procédé qui commence par la disposition d'une couche de stuc sur la paroi. La surface est divisée entre l'espace destiné aux inscriptions hiéroglyphiques et celui réservé aux illustrations. Cette dernière est recouverte d'un quadrillage à l'aide de cordes imbibées d'encre rouge. Les objets et les personnages sont délimités par un scribe-dessinateur, limite dans laquelle va pouvoir jouer ensuite le peintre (le sculpteur, s'il s'agit d'un bas-relief peint). Évidemment, pareille procédure ne concernait que les travaux royaux réalisés dans les tombes ou dans les temples. 

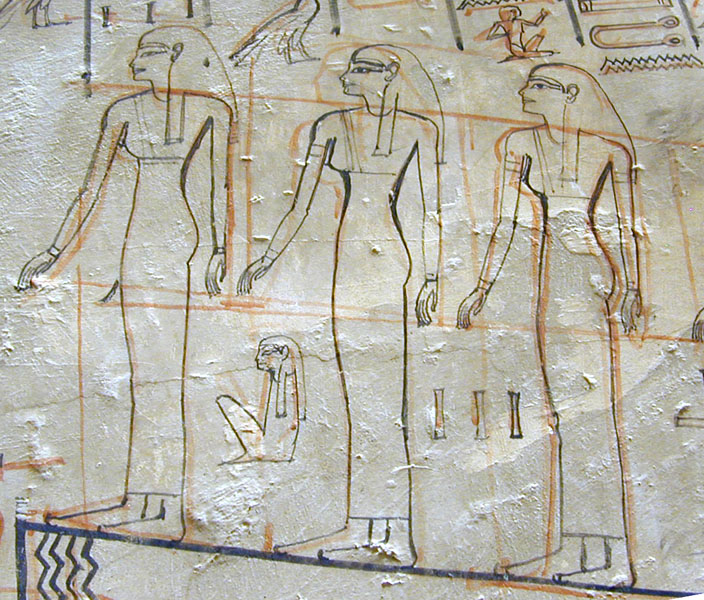
Scène inachevée - tombe de Horemheb (KV57) - Vallée des Rois, Thèbes ouest

Le peintre a essentiellement pour fonction de préparer ses couleurs, ses pinceaux et tout le matériel accessoire. Les pigments colorés, d'origine minérale (carbonate de cuivre pour le bleu, oxyde de fer hydraté pour le jaune, par exemple), sont délayés avec de l'eau et un adhésif, soit avec de l'albumine, avec de la gomme d'acacia, soit avec de la gélatine issue des os, peaux, graisses et cartilages d'un animal. Les pinceaux sont avant tout des calames, roseaux ou joncs, auxquels étaient ajoutés en cas de nécessité du crin de cheval, des cheveux humains ou encore des fibres végétales. Les couleurs ainsi obtenues sont par la suite appliquées dans leurs périmètres indiqués par aplat. Il existe dans l'Égypte antique toute une convention régissant les couleurs : certains dieux possédaient leur couleur, bleu pour Amon et Ptah, vert pour Osiris, rouge pour Seth ; les populations étaient également différenciées par leur couleur, brun pour les Égyptiens et les Européens, noir pour les Africains, jaune pour les Asiatiques ; hommes et femmes étaient représentés, en brun pour les premiers, plus clair pour les seconds ; diverses symboles requéraient aussi une couleur spéciale. La palette est cependant réduite.

## Conventions artistiques
Dans l'Égypte antique, la peinture, à l'instar du bas-relief et du dessin, obéit à des normes strictes, préétablies et canoniques, développées dès la période thinite ; les arts représentatifs dérivent tous de la notion de surface plane, et la peinture n'échappe pas à la règle.  
D'après l'historien danois Julius Lange, une de ces lois, pour les statues, est la frontalité, qui présente le torse et le tronc de tout personnage en respectant la symétrie de sa structure, sans torsion ni du cou, ni des hanches. 
Un autre principe de base de la représentation égyptienne vient en bonne partie de l'adoption du contour, selon la tradition préhistorique. L'usage du contour chez les Égyptiens les poussa également à établir la norme du profil, dans un but fondamentalement pratique, comme pour les ombres chinoises. 
Le canon humain constitue une autre convention qui fixe les proportions au moyen d'une grille de proportion (on parle de carroyage) et sépare tous les membres, dont le corps est la synthèse de deux projections : la vision de profil pour certains, la vision de face pour d'autres. Les modèles de corps humain changèrent peu pendant les périodes classique et ce ne fut que pendant la période amarnienne, sous le règne d'Amenhotep IV/Akhenaton (Nouvel Empire, XVIIIe dynastie) que le canon du personnage s'allongea légèrement (passant de dix-huit carreaux à vingt-et-un).
La représentation de l'espace ou du lieu quant à elle, obéit à la perspective horizontale, la distance perpendiculaire et la distance oblique imaginables étant annulées. Elle est traitée de manière significative dans la décoration de la tombe de Minnakht, à Thèbes, et dans celle de Rekhmirê, aussi de la XVIIIe dynastie. Dans cette dernière, le peintre a représenté un lac avec une barque, des haleurs et des arbres qui entourent le lac et un pavillon au milieu du jardin ; il a pris comme point de départ le lac, et a fait coïncider sa surface avec le support de la peinture, considéré comme plan de projection. À partir de là, il a réduit de manière concentrique, dans les quatre directions de la surface, les trois registres du bosquet (augmentant les dimensions des arbres au fur et à mesure qu'ils s'éloignent du lac). À cette perspective réduite s'oppose cependant une projection orthogonale dans le cas de la barque et des haleurs. 
La répartition des personnages et des scènes suivent de même des règles particulières.